# Варшавский, Григорий Абрамович
Григорий Абрамович Варшавский (1924, Харбин — 1989, Нью-Йорк) — русский советский поэт, драматург. С 1972 года жил в эмиграции в Израиле, Германии и США.
Остался в истории как автор текста популярной лирической песни «Белым снегом» и неофициального гимна крупнейшего города Урала «Свердловский вальс» — на музыку композитора Евгения Родыгина.

## Уральский поэт
Родился в 1924 году в Харбине, где в ту пору насчитывалось около 100 тысяч русских эмигрантов.
Участник Великой Отечественной войны.
В 1950—1960-е годы Варшавский был заметной фигурой в литературно-музыкальных кругах на Урале: как поэт-песенник, детский поэт, автор стихов для спектаклей и либретто для опер и оперетт.
Автор сборника стихов для детей «Усачи», изданного Средне-Уральским книжным издательством тиражом 150 000 экземпляров.
Наибольшую известность получил творческим сотрудничеством с композитором Евгением Родыгиным. Вместе они написали несколько десятков песен, широко популярными из них стали «Свердловский вальс» и «Белым снегом». Как свидетельствовал Родыгин, «Песню о Свердловске» («Свердловский вальс») на стихи Варшавского Уральский русский народный хор записал на Свердловской телестудии в ночь на 10 июля 1962 года. Песня стала визитной карточкой города и всего Уральского края.
Хоровая песня «Белым снегом» с её запоминающейся, нежной и пронзительной музыкальной интонацией записана в 1956 году, получила популярность и на профессиональной эстраде (с оркестровкой), и в народе. С размахом распространилась и как застольная, была непременным атрибутом ресторанного репертуара по всему СССР. Сохранилась запись 1962 года исполнения песни Уральским русским народным хором. Сочинённая как хоровая под аккомпанемент на баяне и акапелла, песня впоследствии исполнялась и как одноголосая в сопровождении гитары, с индивидуальными вариациями оригинального текста Варшавского.
Поэт и композитор вместе создали также произведения для комедии «Чудесный сплав» (Свердловский театр музыкальной комедии, 1956/57), оперетты «Екатеринбургский бал», оперетты «Простор широкий» (Омский музыкальный театр, 1960; Свердловский театр музыкальной комедии, 1961/62). Все они имели шумный успех у уральской публики.
Поссорившись с композитором Родыгиным, поэт Варшавский подарил Владимиру Преснякову-старшему стихи, которые были положены на музыку и стали песней «Трава-лебеда»; исполнение песни Варшавского дуэтом Пресняковых вызывало эмоциональную реакцию зала.

## Эмиграция
«Директор объединённого Музея писателей Урала Валерий Плотников ставит пластинку на диск раритетной радиолы, современницы шестидесятников, потом другую, третью, и вот льётся песня: «Белым снегом, белом снегом Ночь метельная ту стёжку замела, По которой, по которой…» Песня оборвалась, как оборвалось исполнение песен, издание книг, после того как поэт Григорий Варшавский эмигрировал из СССР.
В 1972 году Варшавский эмигрировал в Израиль, потом жил в Германии и США. В Нью-Йорке был заметной фигурой в русской общине в Квинсе, дружил с Эрнстом Неизвестным, публиковался в русских газетах, но успеха как поэт уже не имел. «Тяжело пришлось ему в эмиграции, даже очень тяжело». До конца жизни тосковал по родине, незадолго до смерти, в период перестройки побывал в Москве.
После эмиграции имя Варшавского было предано в СССР забвению, оно исчезло из советской периодики и театральных афиш, были сняты с репертуара оформленные им спектакли, в том числе и полюбившийся зрителям мюзикл «Простор широкий». Пострадал из-за эмиграции коллеги и композитор Родыгин, чьи совместные с Варшавским произведения были изъяты из официальной культуры. Шлягер «Белым снегом» после 1972 года надолго пропал из советских теле- и радиопрограмм или исполнялся без упоминания автора стихов. Распространённым стало представление об этой песне как о народной.
Григорий Варшавский был дважды женат, современники характеризовали его как весьма любвеобильного человека. Умер в 1989 году в Нью-Йорке.

## Наследие и память
Написанный в 1956 году лирический суперхит «Белым снегом» вновь стал популярным в России более чем полвека спустя — в концертном исполнении Алисы Игнатьевой и Пелагеи (2014), а также в фольклорной версии Надежды Кадышевой.
В 2006 году в журнале «Урал» немецкий писатель и литературовед Артур Вернер (род. 1944), эмигрант из СССР, упоминал Варшавского как «знаменитого уральского поэта».

## Родня
Двоюродный племянник Вадим Кругликов (1960) — художник-концептуалист, искусствовед, журналист.
- Лариса Варшавская, дочь (1948), Израиль.
- Елена Итурра, внучка (1971), Канада[источник не указан 956 дней].